# Anastatus rynchitidi
Anastatus rynchitidi är en stekelart som beskrevs av Jean Risbec 1951. Anastatus rynchitidi ingår i släktet Anastatus och familjen hoppglanssteklar.
Artens utbredningsområde är Elfenbenskusten. Inga underarter finns listade i Catalogue of Life.